# اکسل فیشر
اکسل فیشر (آلمانی: Axel Fischer؛ زادهٔ ۵ مهٔ ۱۹۶۶) سیاست‌مدار اهل آلمان است.وی از اعضای اتحادیه دموکرات مسیحی آلمان و از ۱۹۹۸ تاکنون نماینده بوندستاگ است.
فیشر هم‌چنین از اعضای کنونی اتحادیه اروپای غربی است.